# Milena Zupančič
Milena Zupančič (Jesenice, 18. prosinca 1946.) je slovenska kazališna i filmska glumica. 
Kao dijete živjela je sa samohranom majkom. Oca nikad nije upoznala ni vidjela. Pohađala je područnu školu OŠ prof. dr. Josipa Plemlja Bled u Bohinjskoj Beli. Poslije je pohađala gimnaziju u Jesenicama. Ondje je spoznala da želi biti glumica. Debitirala je ulogom studentice u filmu Oxygen. U sjećanju Slovenaca odigrala je nezaboravne uloge u dva filmoa Matjaža Klopčiča: kao Presečnikova Meta u Cvetju v jeseni i kao Žašlerca u Vdovstu Karoline Žašler. U skoro četiri desetljeća nastupa na kazališnim daskama, filmskom platnu i televizijskom zaslonu odigrala je veliki broj glavnih uloga, za koje je dobila najprestižnije kazališne i filmske nagrade, među ostalim brojne pulske Zlatne arene (1976. i 1977.), nagradu Prešernove zaklade 1977., Borštnikov prsten (1999.), Prešernovu nagradu za trajni prinos razvitku slovenske kulture (1993. godine). Prvakinja je kazališnog ansambla ljubljanske Drame i veleposlanica UNICEFa. Izabrana je za ikonu slovenskog glumišta. Bila je supruga poznatog slovenskog glumca Radka Poliča, a danas je supruga Dušana Jovanovića.
Veleposlanica Unicefa je od godine 2000., studenoga 2003. pa je postala tudi regionalna veleposlanica za zapadni Balkan. 2011. je godine prekinula suradnju s Unicefom.

## Filmografija
- 2021. Područje bez signala kao Alisa
- 2013. Srečen za umret (r. Matevž Luzar)
- 2005. Ohcet (r. P. Pašić)
- 2005. Warchild (r. C. Wagner)
- 2005. Na planincah (r. M. Hočevar)
- 2003. Pesnikov portret z dvojnikom (r. F. Slak)
- 1996. Felix (r. B. Šprajc)
- 1991. Ljubezen po kranjsko (r. A. Mlakar)
- 1988. U sredini mojih dana
- 1987. Moj ata, socialistični kulak (r. M. Klopčič)
- 1986. Kormoran (r. A. Tomšič)
- 1985. Christophoros (r. A. Mlakar)
- 1984. Dediščina (r. M. Klopčič)
- 1984. Pejzaži u magli (r. J. Jovanović)
- 1983.Igmanski marš (Z.Šotra)
- 1981. Dečko koji obečava (r. M. Radivojević)
- 1979. Iskanja (r. M. Klopčič)
- 1979. Draga moja Iza (r. V. Duletič)
- 1979. Krč (r. B. Šprajc)
- 1979. Novinar kao Kovačeva supruga (r. F. Hadžič)
- 1976. Idealist (r. I. Pretnar) (Zlatna arena za najbolju glavnu žensku ulogu)
- 1976. Vdostvo Karoline Žašler (r. M. Klopčič) (Zlatna arena za najbolju glavnu žensku ulogu)
- 1974. Strah (r. M. Klopčič)
- 1973. Cvetje v jeseni (r. M. Klopčič)
- 1971. Mrtva ladja (r. R. Ranfl)
- 1970. Onkraj (r. J. Gale)
- 1968. Peta zaseda (r. F. Kosmač)

## Kazališne uloge
Kazališne uloge zadnjih godina na pozornici Ljubljanske Drame.
- W. Shakespeare: Romeo in Julija – Pestunja
- M. Proust: Iskanje izgubljenega Časa – Oriane, vojvodinja de Guermantes
- T. Bernhard: Na cilju – Mati
- Y. Reza: En španski komad – Pilar
- A. E. Skubic: Fužinski bluz – Vera
- M. Hočevar: Smoletov vrt – Ljuba Smole

## Vanjske poveznice
- Milena Zupančič u internetskoj bazi filmova IMDb-u (engl.)
- [neaktivna poveznica]. Slovenski biografski leksikon 1925–1991. Elektronska izdaja. Ljubljana: SAZU, 2009.